# Calaveras County
Calaveras County er et amt beliggende i "Gold County", i den centrale del af den amerikanske delstat Californien. Hovedbyen i amtet er San Andreas. I år 2010 havde amtet 45.578 indbyggere. 

## Historie
Amtet er ét af de oprindelige i Californien, grundlagt 18. februar 1850. Dele af Tuolumne blev i 1854 givet til Amador County i nord, og Alpine County fik i 1864 et areal i nordøst.

## Geografi
Ifølge United States Census Bureau er Calaveras' totale areal på 2.685,4 km², hvoraf de 43,5 km² er vand. 

### Grænsende amter
- Stanislaus County - sydvest
- San Joaquin County - vest
- Amador County - nord
- Alpine County - nordøst
- Tuolumne County - syd, sydøst

### Byer i Calaveras
| - Angels Camp - Arnold - Avery - Copperopolis - Dorrington - Forest Meadows - Glencoe - Mokelumne Hill - Mountain Ranch | - Murphys - Rail Road Flat - Rancho Calaveras - San Andreas - Sheep Ranch - Vallecito - Valley Springs - Wallace - West Point |